# Dicranomyia stigmata
Dicranomyia stigmata är en tvåvingeart som beskrevs av Doane 1900. Dicranomyia stigmata ingår i släktet Dicranomyia och familjen småharkrankar. Inga underarter finns listade i Catalogue of Life.